# Complementación (genética)
En genética, la complementación ocurre cuando dos cepas de un organismo con diferentes mutaciones homocigóticas recesivas que producen el mismo fenotipo mutante (por ejemplo, un cambio en la estructura del ala en las moscas) tienen descendencia que expresa el fenotipo de tipo salvaje cuando se aparean o cruzan. La complementación ocurrirá normalmente si las mutaciones están en genes diferentes (complementación intergénica). La complementación también puede ocurrir si las dos mutaciones están en sitios diferentes dentro del mismo gen (complementación intragénica), pero este efecto suele ser más débil que el de la complementación intergénica. En el caso de que las mutaciones estén en genes diferentes, el genoma de cada cepa suministra el alelo de tipo salvaje para "complementar" el alelo mutado del genoma de la otra cepa. Dado que las mutaciones son recesivas, la descendencia mostrará el fenotipo de tipo salvaje. Se puede usar una prueba de complementación (a veces llamada prueba "cis-trans") para probar si las mutaciones en dos cepas están en genes diferentes. La complementación normalmente se producirá más débilmente o no se producirá en absoluto si las mutaciones están en el mismo gen. La conveniencia y la esencia de esta prueba es que las mutaciones que producen un fenotipo pueden asignarse a diferentes genes sin el conocimiento exacto de lo que hace el producto génico a nivel molecular. La prueba de complementación fue desarrollada por el genetista estadounidense Edward B. Lewis.
Si la combinación de dos genomas que contienen diferentes mutaciones recesivas produce un fenotipo mutante, existen tres posibilidades:
1. Las mutaciones ocurren en el mismo gen.
2. Una mutación afecta la expresión de la otra.
3. Una mutación puede resultar en un producto inhibidor.

## Ejemplo de una prueba de complementación simple

Ejemplo de prueba de complementación. Dos cepas de moscas tienen ojos blancos debido a dos mutaciones autosómicas recesivas diferentes que interrumpen diferentes pasos en una única vía metabólica productora de pigmentos. Las moscas de la cepa 1 tienen mutaciones complementarias a las moscas de la cepa 2 porque cuando se cruzan, la descendencia puede completar la ruta metabólica completa y, por lo tanto, tiene los ojos rojos.

Para un ejemplo simple de una prueba de complementación, suponga que un genetista está interesado en estudiar dos cepas de moscas de ojos blancos de la especie Drosophila melanogaster, más comúnmente conocida como mosca común de la fruta. En esta especie, las moscas de tipo salvaje tienen ojos rojos y se sabe que el color de los ojos está relacionado con dos genes, A y B. Cada uno de estos genes tiene dos alelos, uno dominante que codifica una proteína funcional (A y B respectivamente) y uno recesivo que codifica para una proteína de mal funcionamiento (a y B respectivamente). Dado que ambas proteínas son necesarias para la síntesis de la pigmentación roja en los ojos, si una mosca dada es homocigótica para a o b, tendrá los ojos blancos.
Sabiendo esto, el genetista puede realizar una prueba de complementación en dos cepas de moscas de ojos blancos de cría pura obtenidas por separado. La prueba se realiza cruzando dos moscas, una de cada cepa. Si la progenie resultante tiene ojos rojos, se dice que las dos cepas se complementan; si la progenie tiene ojos blancos, no los tiene.
Si las cepas se complementan, imaginamos que una cepa debe tener un genotipo aa BB y la otra AA bb, que cuando se cruzan producen el genotipo AaBb. En otras palabras, cada cepa es homocigótica para una deficiencia diferente que produce el mismo fenotipo. Si las cepas no se complementan, ambas deben tener genotipos aa BB, AA bb o aa bb. En otras palabras, ambos son homocigotos para la misma deficiencia, lo que obviamente producirá el mismo fenotipo.

## Ensayos de complementación en hongos y bacteriófagos
También se pueden realizar pruebas de complementación con eucariotas haploides como hongos, con bacterias y con virus como bacteriófagos. La investigación sobre el hongo Neurospora crassa condujo al desarrollo del concepto de enzima de un gen y uno que sentó las bases para el desarrollo posterior de la genética molecular. La prueba de complementación fue una de las principales herramientas utilizadas en los primeros trabajos de Neurospora, porque era fácil de hacer y permitía al investigador determinar si dos mutantes nutricionales eran defectuosos en el mismo o en genes diferentes.
La prueba de complementación también se utilizó en el desarrollo temprano de la genética molecular cuando el bacteriófago T4 era uno de los principales objetos de estudio. En este caso, la prueba depende de infecciones mixtas de células bacterianas del huésped con dos tipos diferentes de bacteriófagos mutantes. Su uso fue clave para definir la mayoría de los genes del virus y proporcionó la base para el estudio de procesos fundamentales como la replicación y reparación del ADN y cómo se construyen las máquinas moleculares.

## Complementación genética, heterosis y evolución de la reproducción sexual
La heterosis es la tendencia de los individuos híbridos a superar a sus padres de raza pura en tamaño y vigor. El fenómeno se conoce desde hace mucho tiempo en animales y plantas. La heterosis parece deberse en gran parte a la complementación genética, es decir, el enmascaramiento de alelos recesivos deletéreos en individuos híbridos.
En general, los dos aspectos fundamentales de la reproducción sexual en eucariotas son la meiosis y el cruzamiento. Se ha propuesto que estos dos aspectos tienen dos ventajas selectivas naturales, respectivamente. Se propone que la meiosis sea adaptativa porque facilita la reparación recombinacional de daños en el ADN que, de otro modo, serían difíciles de reparar. Se propone que el cruzamiento sea adaptativo porque facilita la complementación, es decir, el enmascaramiento de los alelos recesivos deletéreos (Heterosis). Se ha propuesto que el beneficio de enmascarar los alelos deletéreos es un factor importante en el mantenimiento de la reproducción sexual entre eucariotas. Además, la ventaja selectiva de la complementación que surge del cruzamiento puede explicar en gran medida la evitación general de la endogamia en la naturaleza (por ejemplo, Reconocimiento de parentesco, Depresión endogámica y Tabú del incesto).

## Prueba de complementación cuantitativa
Utilizado en genética cuantitativa para descubrir mutantes recesivos. Aquí uno toma las deficiencias y las cruza a un haplotipo que se cree que contiene el mutante recesivo.

## Excepciones
Hay excepciones a estas reglas. En ocasiones, dos mutantes no alélicos pueden fallar en la complementación (denominada "no complementación no alélica" o "no complementación no ligada"). Esta situación es rara y depende de la naturaleza particular de los mutantes que se prueban. Por ejemplo, dos mutaciones pueden ser negativas sintéticamente dominantes. Otra excepción es la transvección, en la que la combinación heterocigótica de dos alelos con mutaciones en diferentes partes del gen se complementan entre sí para rescatar un fenotipo de tipo salvaje.

## Complementación intragénica
Cuando se mide la complementación entre dos mutantes defectuosos en el mismo gen, generalmente se encuentra que no hay complementación o que el fenotipo de complementación es intermedio entre los fenotipos mutante y de tipo salvaje. Se ha demostrado la complementación intragénica (también denominada complementación interalélica) en muchos genes diferentes en una variedad de organismos, incluidos los hongos Neurospora crassa, Saccharomyces cerevisiae y Schizosaccharomyces pombe; la bacteria Salmonella typhimurium; y el virus bacteriófago T4. En varios de estos estudios, se aislaron y mapearon numerosas mutaciones defectuosas en el mismo gen en un orden lineal sobre la base de frecuencias de recombinación para formar un mapa genético del gen. Por separado, los mutantes se probaron en combinaciones por pares para medir la complementación. Un análisis de los resultados de dichos estudios llevó a la conclusión de que la complementación intragénica, en general, surge de la interacción de monómeros polipeptídicos defectuosos diferentes para formar un agregado llamado "multímero". Los genes que codifican polipéptidos formadores de multímeros parecen ser comunes. Una interpretación de los datos es que los monómeros polipeptídicos a menudo se alinean en el multímero de tal manera que los polipéptidos mutantes defectuosos en sitios cercanos en el mapa genético tienden a formar un multímero mixto que funciona mal, mientras que los polipéptidos mutantes defectuosos en sitios distantes tienden a formarse un multímero mixto que funciona con mayor eficacia. Se ha propuesto que las fuerzas intermoleculares probablemente responsables del autorreconocimiento y la formación de multímeros.